# Z25 (есмінець)
Z25 (нім. Z 25) — військовий корабель, ескадрений міноносець типу 1936A Кріґсмаріне за часів Другої світової війни.
Есмінець Z25 15 лютого 1939 року закладений на верфі W959 заводу Deutsche Schiff- und Maschinenbau, AG Weser у Бремені, 16 березня 1940 року спущений на воду, а 30 листопада 1940 року введений до складу військово-морських сил Третього Рейху.
Корабель брав участь у бойових діях Другої світової війни в атлантичних та арктичних водах, бився біля берегів Європи.

## Історія служби
26 червня 1941 року Z25 відплив до Норвегії, але сів на мілину біля Гаугесунна, пошкодивши обидва гвинти, і був змушений повернутися до Бремена для ремонту. Z25 було призначено супроводжувати Балтійський флот, тимчасове формування, створене на чолі з лінкором «Тірпіц», коли 23–29 вересня він вирушив в Аландське море, щоб запобігти будь-яким спробам радянського Балтійського флоту прорватися з Фінської затоки.

### Арктичні конвої
1 березня 1942 року 16 суден союзного конвою PQ 12 вийшли з Рейк'явіку у супроводі лінкора «Дюк оф Йорк», лінійного крейсера «Рінаун», важкого крейсера «Кеніа» та дев'яти есмінців. Одночасно п'ятнадцять вантажних суден конвою QP 8 вирушили з Мурманська в протилежному напрямку, їх супроводжував легкий крейсер «Найджерія», радянські міноносці «Гремящий» та «Громкий», а також тральщики та британські корвети. Величезне зосередження військово-морських сил було виявлено розвідниками Люфтваффе FW 200, і 6 березня лінкор «Тірпіц», який щойно прибув до арктичних вод, у супроводі чотирьох есмінців вийшов з Тронгейма. Про вихід кораблів противника повідомив британський підводний човен «Сівулф», і адмірал Тові негайно вийшов у море зі Скапа-Флоу з лінкором «Кінг Джордж V», авіаносцем «Вікторіос» і крейсером «Шеффілд». Сувора погода та погана видимість призвели до того, що Тові пропустив перехоплення, тоді як зі свого боку німцям вдалося потопити лише одне торгове судно, що відстало від QP 8.
28 березня 1942 року союзний транспортний конвой PQ 13 був виявлений німецькою авіацією та атакований. Два судна були потоплені: Raceland і Empire Ranger. Того ж дня німецькі сили з трьох есмінців типу «Нарвік» Z24, Z25 і Z26 під командуванням капітана-цур-зее Г.Поніца вийшли з Кіркенеса. Вони перехопили Bateau, який увечері 28/29 березня був потоплений, перш ніж вранці 29 березня наразитися на ескортні кораблі «Тринідад» і «Фьюрі». Внаслідок зіткнення Z26 був сильно пошкоджений вогнем крейсера «Тринідад» і затонув пізніше після комбінованої контратаки «Орібі», «Екліпс» і радянського есмінця «Сокрушительний», але під час бою «Тринідад» був уражений власною торпедою. Німецькі кораблі, що залишилися, перервали бойові дії та відступили.
У другій половині дня 30 квітня 1942 року німецький підводний човен U-456 серйозно пошкодив британський крейсер «Единбург», який очолював ескорт конвою QP 11, тоді як есмінці Z7 «Герман Шеман», Z24 і Z25 спробували атакувати конвой, потопивши одне судно і пошкодивши друге, перш ніж були відбиті рештою ескорту. Три німецькі есмінці потім попрямували до місця торпедування «Единбурга», який відстав від основних сил та залишився позаду: німці дали крейсеру бій і пошкодили два британські есмінці, що допомагали йому, але «Шеман», у свою чергу, був сильно пошкоджений вогнем британської корабельної артилерії, що врешті-решт призвело до його затоплення Z24 після того, як екіпаж зневіченого есмінця перейшов на інші кораблі.
У січні-лютому 1943 року у період перебування 6-ї флотилії в Крістіансанні, у зв'язку з двома спробами провести в арктичні води лінкор «Шарнгорст», есмінці Z5 «Пауль Якобі», Z14 «Фрідріх Ін», Z20 «Карл Гальстер», Z24 і Z25 здійснили два бойові походи (15 і 17-19 січня) на перехоплення пари норвезьких кораблів, що за даними розвідки намагалися прорватися з Гетеборга до Англії.
8 травня 1945 року Z25 разом з есмінцями Z6 «Теодор Рідель», Z10 «Ганс Лоді», Z20 «Карл Гальстер», Z14 «Фрідріх Ін», Z38, Z39, міноносцями T17, T19, T23, T28 і T33 відпливли з Геля до Глюксбурга з 20 000 солдатів і цивільних, які прибули в порт 9 травня.
Після завершення війни Z25 разом з есмінцями Z5 «Пауль Якобі», Z4 «Ріхард Бітцен», Z10 «Ганс Лоді», Z6 «Теодор Рідель», Z30, Z31 і Z38 був переданий британцям, коли вцілілі німецькі військові кораблі були розділені між союзниками після війни.

### У французькому флоті
За рішенням союзних спеціалістів корабель був виділений Великій Британії як контрибуція наприкінці 1945 року та 6 січня 1946 року прибув до Росайта. Але через протести Франції проти її виключення з розподілу трофейних німецьких кораблів, британці передали чотири есмінці, які їм були виділені, і 2 лютого Z25 прибув до Шербура. Через два дні його ввели до складу ВМС Франції з ім'ям «Гош», на честь генерала часів Французьких революційних воєн Луї-Лазара Гоша.
Корабель був приписаний до 1-го дивізіону великих есмінців і надійшов на службу у вересні, коли він проводив тренування з легким авіаносцем «Арроманш». У березні–червні 1947 року він був частиною ескорту лінкора «Рішельє» під час візиту президента Франції Венсана Оріоля до Західної та Північної Африки.
1 січня 1949 року «Гош» вивели до резерву. 1 вересня вивели з експлуатації. 30 червня 1958 року есмінець продали на брухт і в 1961 році розібрали.